# Missões diplomáticas do Nepal

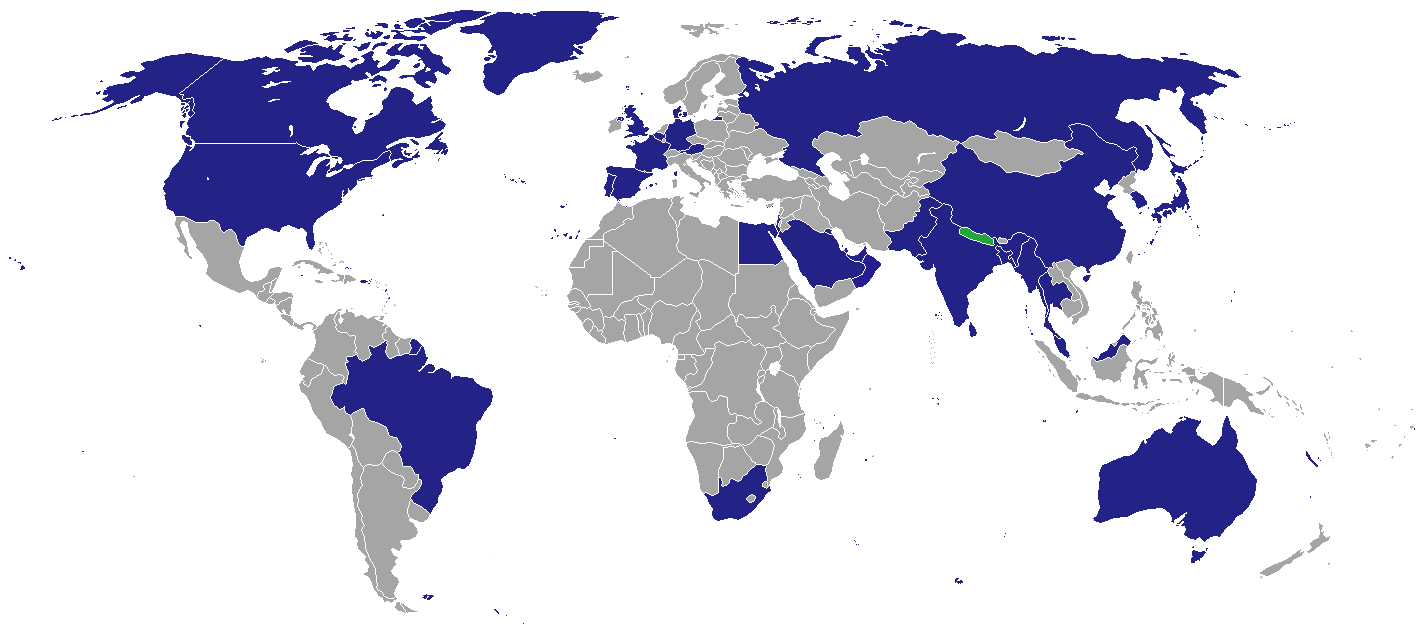
Mapa das missões diplomáticas do Nepal:
Nepal
Embaixadas

Abaixo estão listadas as embaixadas e consulados do Nepal:

## Europa

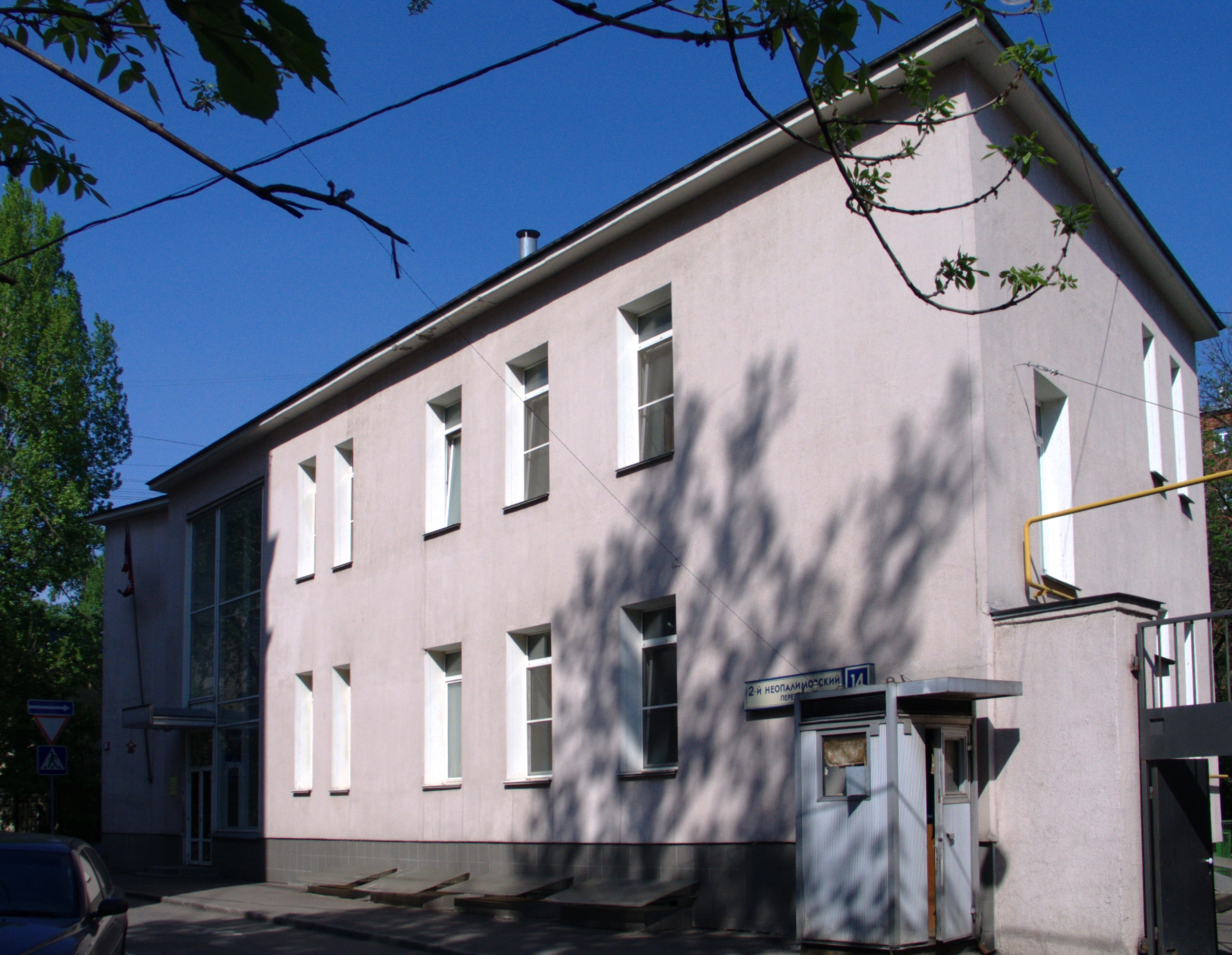
Embaixada do Nepal em Moscou.

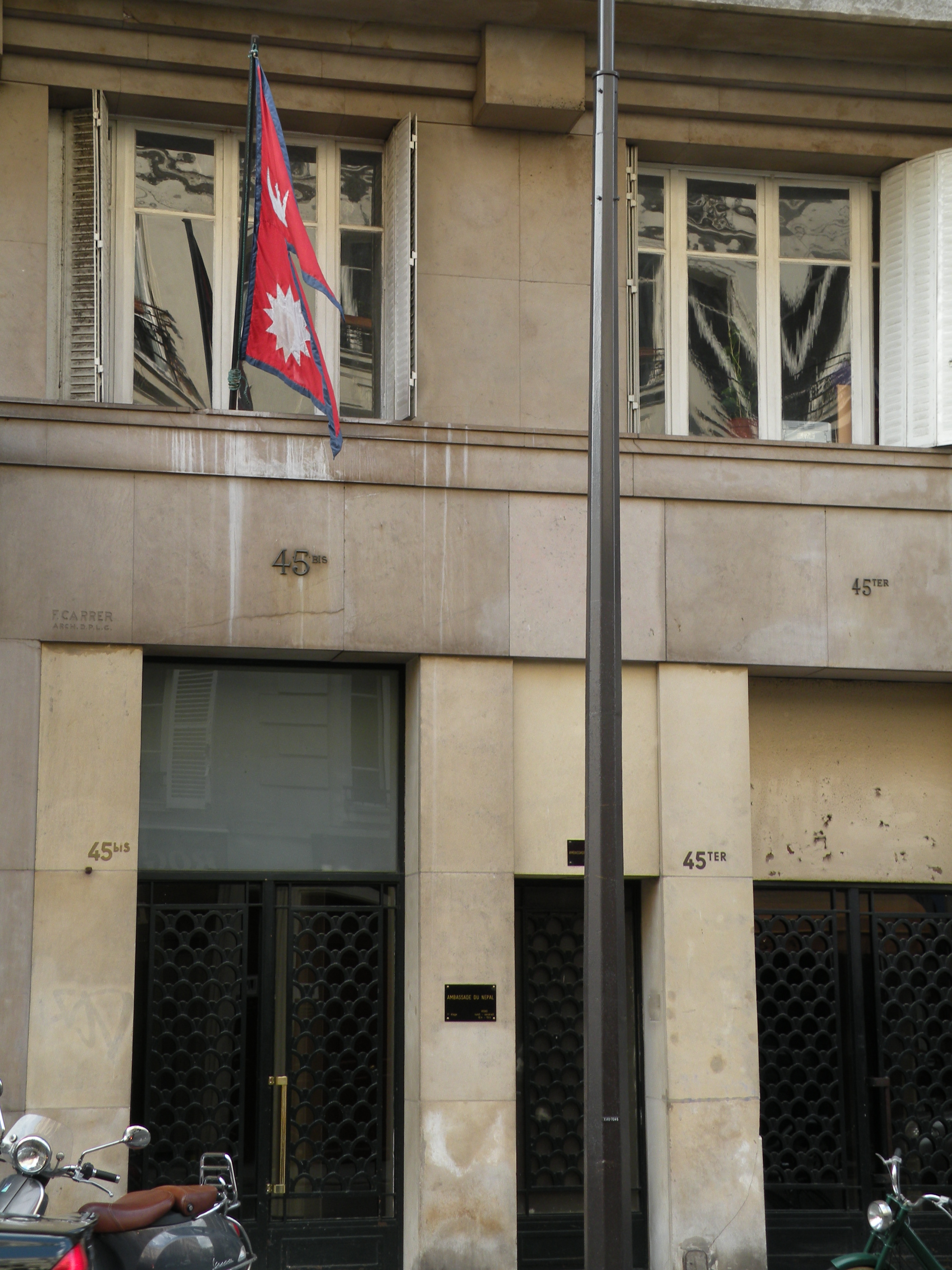
Embaixada do Nepal em Paris.

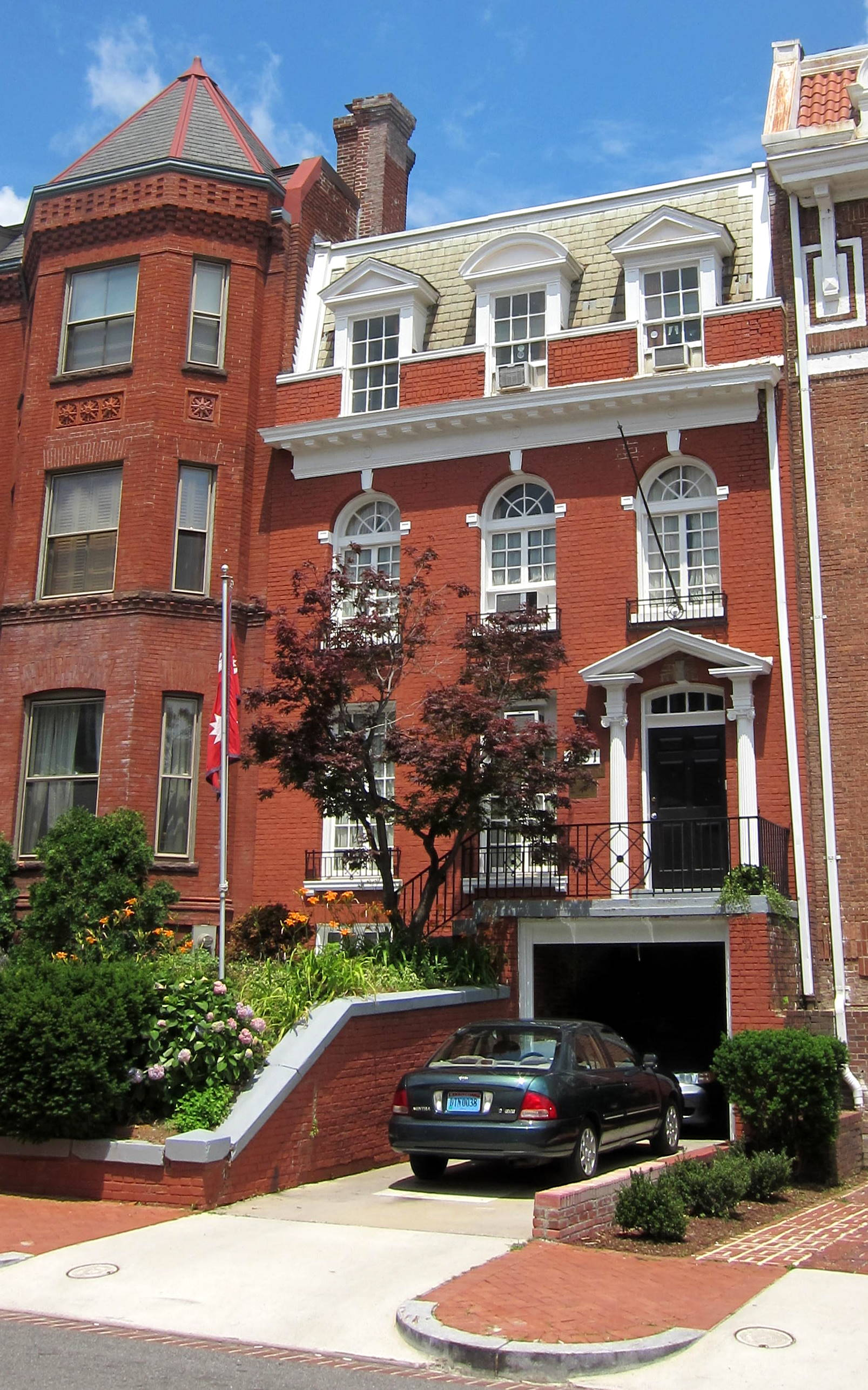
Embaixada do Nepal em Washington, D.C.

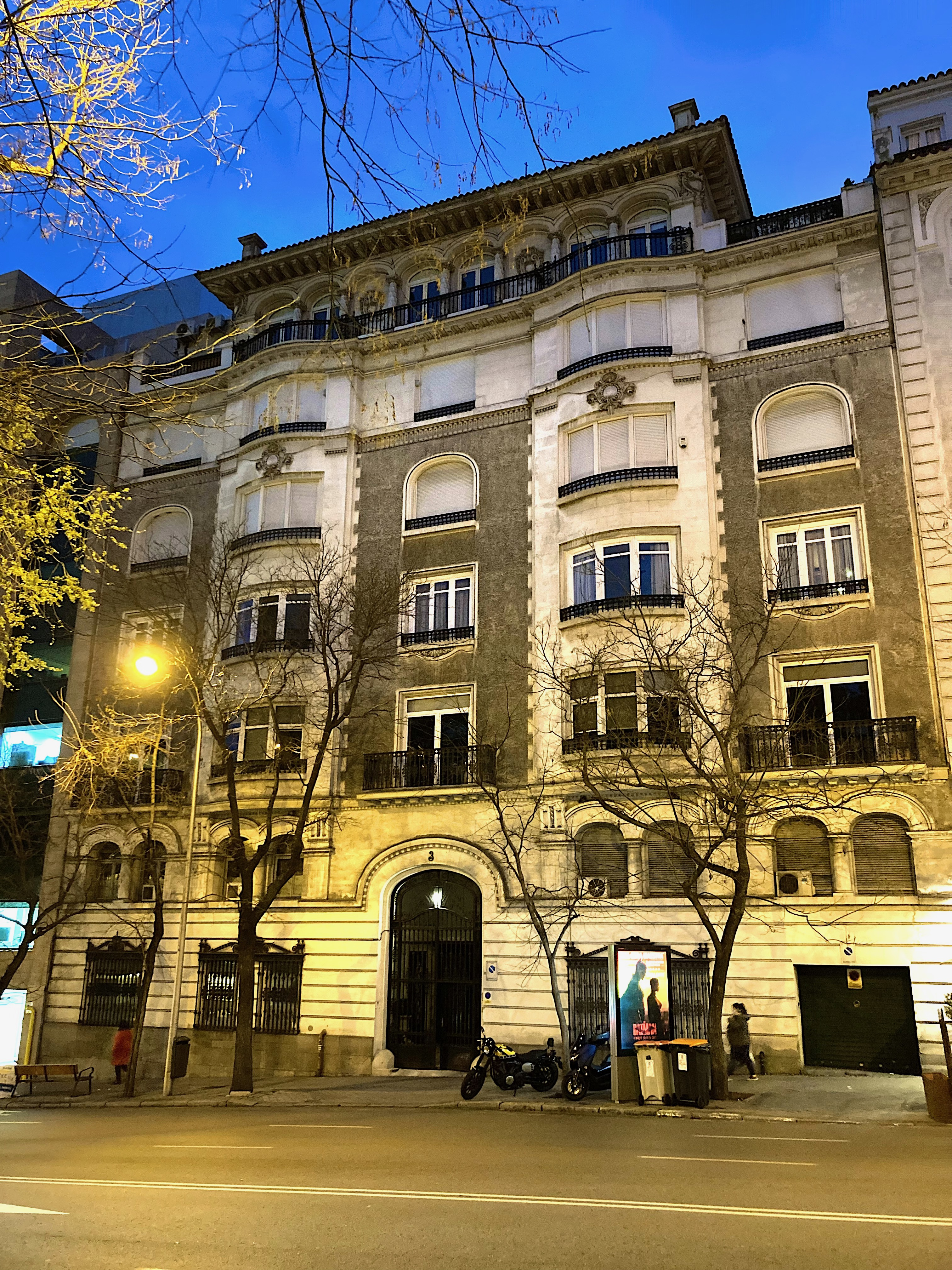
Embaixada do Nepal em Madrid

- Alemanha
  - Berlim (Embaixada)
- Bélgica
  - Bruxelas (Embaixada)
- Dinamarca
  - Copenhague (Embaixada)
- França
  - Paris (Embaixada)
- Reino Unido
  - Londres (Embaixada)
- Rússia
  - Moscou (Embaixada)

## América
- Brasil
  - Brasília (Embaixada)
- Canadá
  - Ottawa (Embaixada)
- Estados Unidos
  - Washington, D.C. (Embaixada)

## África
- Egito
  - Cairo (Embaixada)
- África do Sul
  - Pretória (Embaixada)

## Oriente Médio
- Arábia Saudita
  - Riade (Embaixada)
- Emirados Árabes Unidos
  - Abu Dhabi (Embaixada)
- Israel
  - Tel Aviv (Embaixada)
- Kuwait
  - Kuwait (Embaixada)
- Catar
  - Doha (Embaixada)

## Ásia

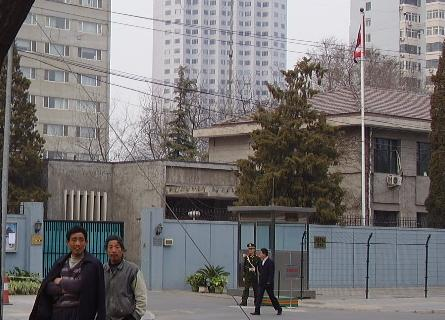
Embaixada do Nepal em Pequim.

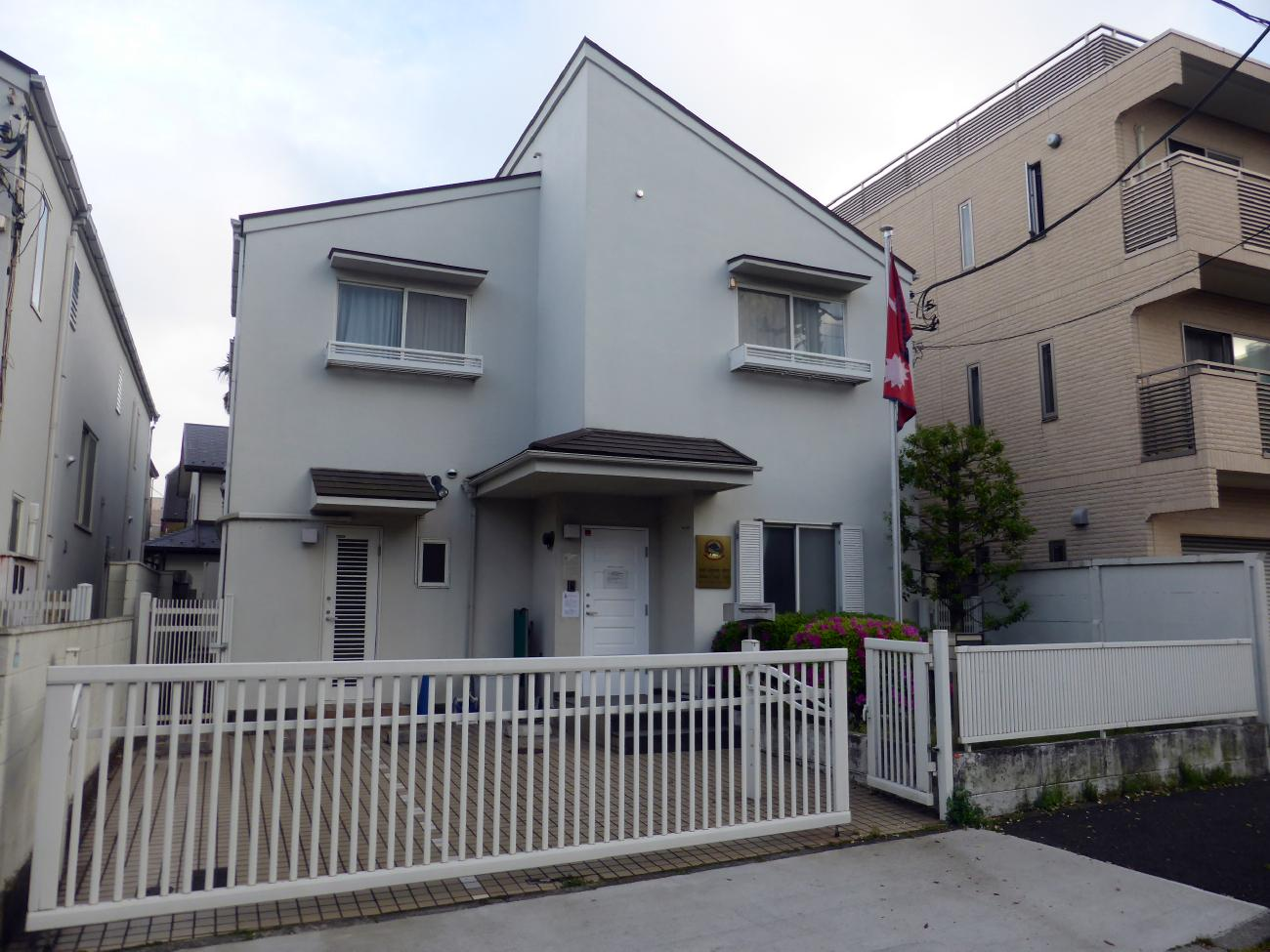
Embaixada do Nepal em Tóquio.

- Bangladesh
  - Daca (Embaixada)
- China
  - Pequim (Embaixada)
  - Hong Kong (Consulado-Geral)
  - Lassa (Consulado-Geral)
- Coreia do Sul
  - Seul (Embaixada)
- Índia
  - Nova Deli (Embaixada)
  - Calcutá (Consulado-Geral)
- Japão
  - Tóquio (Embaixada)
- Malásia
  - Kuala Lumpur (Embaixada)
- Myanmar
  - Rangum (Embaixada)
- Paquistão
  - Islamabad (Embaixada)
- Sri Lanka
  - Colombo (Embaixada)
- Tailândia
  - Banguecoque (Embaixada)

## Oceania
- Austrália
  - Camberra (Embaixada)

## Organizações Multilaterais
- - Bruxelas (Missão Permanente do Nepal ante a União Europeia)
  - Genebra (Missão Permanente do Nepal ante as Nações Unidas e outras organizações internacionais)
  - Nova Iorque (Missão Permanente do Nepal ante as Nações Unidas)